# Europa Cup (vrouwenhandbal) 1982/83
De European Champions Cup 1982/83 is de hoogste internationale club handbalcompetitie in Europa wat door de Internationale Handbalfederatie (IHF) organiseert.

## Deelnemers
| - Tongeren: Kampioen van België - AIA-Tranbjerg: Kampioen van Denemarken - ASK Vorwärts Frankfurt/O.: Kampioen van DDR - Bayer 04 Leverkusen: Kampioen van Duitsland - Neistin Tórshavn: Kampioen van Faeröer - Helsingfors IFK: Kampioen van Finland - US Dunkerque: Kampioen van Frankrijk - Aris Nikaias: Kampioen van Griekenland - Budapest Spartacus: Kampioen van Hongarije - Vasas Budapest: Titelhouder - Maccabi Harazim Ramat Gan: Kampioen van Israël - Radnički Belgrado: Kampioen van Joegoslavië | - HC Bascharage: Kampioen van Luxemburg - Enzico/Swift: Kampioen van Nederland - Skjeberg IF: Kampioen van Noorwegen - Hypobank Südstadt: Kampioen van Oostenrijk - Almada A.C.: Kampioen van Portugal - Spartak Kyiv: Kampioen van de Sovjet-Unie - Íber Valencia: Kampioen van Spanje - Start Bratislava: Kampioen van Tsjecho-Slowakije - TACSK Istanbul: Kampioen van Turkije - Stockholmspolisens IF: Kampioen van Zweden - ATV Bazel-Stadt: Kampioen van Zwitserland |

## Eerste ronde
| Team 1                    | Score   | Team 2           | 1     | 2     |
| ------------------------- | ------- | ---------------- | ----- | ----- |
| Budapest Spartacus        | 90 – 15 | Aris Nikaias     | 48–09 | 42–06 |
| Almada A.C.               | 30 – 43 | ATV Bazel-Stadt  | 09–18 | 21–25 |
| Stockholmspolisens IF     | 59 – 16 | Helsingfors IFK  | 29–05 | 30–11 |
| Skjeberg IF               | 45 – 20 | Neistin Tórshavn | 24–11 | 21–09 |
| Maccabi Harazim Ramat Gan | [ 1 ]   | TACSK Istanbul   |       |       |
| US Dunkerque              | 59 – 15 | HC Bascharage    | 21–07 | 34–08 |
| Íber Valencia             | 56 – 21 | Tongeren         | 28–14 | 28–07 |

- 1 Maccabi Harazim Ramat Gan door zonder enige wedstrijd te spelen.

## Achtste finale
| Team 1                | Score | Team 2                    | 1     | 2     |
| --------------------- | ----- | ------------------------- | ----- | ----- |
| Stockholmspolisens IF | 51:24 | Maccabi Harazim Ramat Gan | 23:12 | 28:12 |
| Radnički Belgrado     | 49:39 | Íber Valencia             | 29:19 | 20:20 |
| ATV Bazel-Stadt       | 27:59 | Start Bratislava          | 18:32 | 9:27  |
| Skjeberg IF           | 32:43 | Vasas Budapest            | 16:21 | 16:22 |
| Swift Roermond        | 25:29 | Bayer 04 Leverkusen       | 12:13 | 13:16 |
| AIA-Tranbjerg         | 30:38 | Budapest Spartacus        | 15:17 | 15:21 |
| Spartak Kyiv          | 43:27 | ASK Vorwärts Frankfurt/O. | 26:11 | 17:16 |
| Hypobank Südstadt     | 48:29 | US Dunkerque              | 25:13 | 23:16 |

## Kwartfinale
| Team 1                | Score | Team 2             | 1     | 2     |
| --------------------- | ----- | ------------------ | ----- | ----- |
| Vasas Budapest        | 35:32 | Budapest Spartacus | 14:16 | 21:16 |
| Start Bratislava      | 38:45 | Radnički Belgrado  | 21:19 | 17:26 |
| Bayer 04 Leverkusen   | 32:24 | Hypobank Südstadt  | 17:10 | 15:14 |
| Stockholmspolisens IF | 25:44 | Spartak Kyiv       | 12:19 | 13:25 |

## Halve finale
| Team 1         | Score | Team 2              | 1     | 2     |
| -------------- | ----- | ------------------- | ----- | ----- |
| Vasas Budapest | 48:54 | Radnički Belgrado   | 26:22 | 22:32 |
| Spartak Kyiv   | 71:28 | Bayer 04 Leverkusen | 34:11 | 27:17 |

## Finale
Finale wedstrijd 1
| 24 april 1983 | Radnički Belgrado | 19 – 23 | Spartak Kyiv | Belgrado, Joegoslavië |
| 24 april 1983 |                   |         |              | Belgrado, Joegoslavië |
| 24 april 1983 |                   |         |              | Belgrado, Joegoslavië |

Finale wedstrijd 2
| 1 mei 1983 | Spartak Kyiv | 25 – 17 | Radnički Belgrado | Kiev, Sovjet-Unie |
| 1 mei 1983 |              |         |                   | Kiev, Sovjet-Unie |
| 1 mei 1983 |              |         |                   | Kiev, Sovjet-Unie |

Totale stand
|  | Radnički Belgrado | 36 – 48 | Spartak Kyiv |  |
|  |                   |         |              |  |
|  |                   |         |              |  |

|              |
|              |
| Spartak Kyiv |
| 9de titel    |